# Krasobruslení na Zimních olympijských hrách 1998
Krasobruslení na Zimních olympijských hrách 1998 v Naganu se skládalo ze čtyř soutěží, které se konaly v hale White Ring. Formát soutěže i bodovací systém byl stejný jako na předchozích hrách. Většina vrcholových soutěžících byly profesionálové, kteří se mohli opět účastnit.

## Medailové pořadí zemí
| Pořadí | Země                         | Zlato | Stříbro | Bronz | Celkově |
| ------ | ---------------------------- | ----- | ------- | ----- | ------- |
| 1.     | Rusko (RUS)                  | 3     | 2       | 0     | 5       |
| 2.     | Spojené státy americké (USA) | 1     | 1       | 0     | 2       |
| 3.     | Kanada (CAN)                 | 0     | 1       | 0     | 1       |
| 4.     | Francie (FRA)                | 0     | 0       | 2     | 2       |
| 5.     | Čína (CHN)                   | 0     | 0       | 1     | 1       |
| 5.     | Německo (GER)                | 0     | 0       | 1     | 1       |
|        | Celkem                       | 4     | 4       | 4     | 12      |

## Medailisté

### Muži
| Disciplína | Zlato                    | Výkon | Stříbro                     | Výkon | Bronz                              | Výkon |
| ---------- | ------------------------ | ----- | --------------------------- | ----- | ---------------------------------- | ----- |
| muži       | Ilja Kulik · Rusko (RUS) | 1,5   | Elvis Stojko · Kanada (CAN) | 4,0   | Philippe Candeloro · Francie (FRA) | 4,5   |

### Ženy
| Disciplína | Zlato                                        | Výkon | Stříbro                                         | Výkon | Bronz                 | Výkon |
| ---------- | -------------------------------------------- | ----- | ----------------------------------------------- | ----- | --------------------- | ----- |
| ženy       | Tara Lipinská · Spojené státy americké (USA) | 2,0   | Michelle Kwanová · Spojené státy americké (USA) | 2,5   | Čchen Lu · Čína (CHN) | 5,0   |

### Smíšené soutěže
| Disciplína        | Zlato                                             | Výkon | Stříbro                                            | Výkon | Bronz                                                | Výkon |
| ----------------- | ------------------------------------------------- | ----- | -------------------------------------------------- | ----- | ---------------------------------------------------- | ----- |
| sportovní dvojice | Rusko (RUS) · Oksana Kazakovová · Artur Dmitrijev | 1,5   | Rusko (RUS) · Jelena Běrežná · Anton Sicharulidze  | 3,5   | Německo (GER) · Mandy Wötzelová · Ingo Steuer        | 4,0   |
| taneční páry      | Rusko (RUS) · Oksana Griščuková · Jevgenij Platov | 2,0   | Rusko (RUS) · Anjelika Krylovová · Oleg Ovsjanikov | 4,0   | Francie (FRA) · Marina Anissinová · Gwendal Peizerat | 7,0   |